# آتمالی (بسنی)
آتمالی (انگلیسی: Atmalı) (به ارمنی: Աթմալի) یک منطقه مسکونی در ترکیه است که در استان آدیامان و در ناحیه بسنی واقع شده است. بیشتر مردم آن از کردها هستند.